# Sudanell
Sudanell es un municipio español de la comarca del Segriá, en la provincia de Lérida, situado al SO. de la capital comarcal y a la izquierda del río Segre. Cuenta con una población de 897 habitantes (INE 2024).

## Historia
Fue conquistado y repoblado por los cristianos a mediados del siglo XII. En 1199 se otorgó su dominio a la orden hospitalaria, en cuyo poder permaneció hasta entrado el siglo XIX.

## Geografía humana

### Demografía
Cuenta con una población de 897 habitantes (INE 2024).
| Gráfica de evolución demográfica de Sudanell entre 1842 y 2021                                                        |
| |
| Población de derecho según los censos de población del INE. Población de hecho según los censos de población del INE. |

| 719                        | 797 | 686 | 759 | 796 | 784 | 840 |
| (Fuente: [cita requerida]) |     |     |     |     |     |     |

## Economía
- Agricultura de regadío (fruta) e industria química.
- Agricultura: famoso su presic groc "melocotón amarillo."

## Cultura

### Patrimonio
- Iglesia parroquial de San Pedro, del siglo XVIII.
- El Muladar
- La Creu del Terme
- El Pont de les Cinc Boqueres

### Fiestas y celebraciones
- Fiesta Mayor de Sudanell. El primer fin de semana de octubre.